# Поточки
Поточки (слч. Potôčky) насељено је мјесто са административним статусом сеоске општине (слч. obec) у округу Стропков, у Прешовском крају, Словачка Република.

## Становништво
| Година:    | 1994. | 2004.   | 2014. | 2024.    |
| ---------- | ----- | ------- | ----- | -------- |
| Број људи: | 74    | 70      | 63    | 71       |
| Разлика:   |       | -5,40 % | -10 % | +12,69 % |

| Година:    | 2023. | 2024. |
| ---------- | ----- | ----- |
| Број људи: | 71    | 71    |
| Разлика:   |       | +0 %  |

Према подацима о броју становника из 2024. године насеље је имало 71 становника.